# بخش سرسکو، مشاوره زمین آبیتای، مینه سوتا
بخش سرسکو (به انگلیسی: Ceresco Township) یک منطقهٔ مسکونی در ایالات متحده آمریکا است که در شهرستان بلو ارث، مینه‌سوتا واقع شده‌است.
 بخش سرسکو ۹۳٫۰ کیلومتر مربع مساحت و ۲۵۵ نفر جمعیت دارد و ۳۰۷ متر بالاتر از سطح دریا واقع شده‌است.